# Наная
Наная (шумерська 𒀭𒈾𒈾𒀀, DNA.NA.A; також транскрибується як «Nanāy», «Nanaja», «Nanāja», '«Nanāya» або «Nanai»; застаріла транскрипція: «Nanâ»; грецькою: Ναναια або Νανα; арам. נני,  сир. ܢܢܝ) — месопотамська богиня кохання, тісно пов'язана з Інанною.
Хоча вона добре засвідчена в месопотамських текстових джерелах багатьох періодів, від часів Третьої династії Ура до падіння Вавилона й далі, і була однією з найшанованіших богинь протягом більшої частини історії Месопотамії, її походження та значення її імені невідомі. Існує припущення, що вона виникла або як другорядна аккадська богиня, або як іпостась шумерської Інанни, але докази непереконливі.
Її основна роль була богинею кохання, і вона асоціювалася з еротикою та чуттєвістю, хоча вона також була покровителькою закоханих, зокрема відкинутих або зраджених. Особливо в ранніх дослідженнях її часто вважали богинею планети Венера, як Інанну, але цей погляд більше не визнається більшістю ассиріологів.
Окрім Інанни, її могли асоціювати з іншими божествами, пов'язаними або з коханням, або з містом Урук, такими як Ішхара, Канісурра чи Ушур-амасу.

## Назва та походження
У сучасній літературі прийнято вважати, що «Наная» є більш вірогідною формою імені богині, ніж «Нана», яке іноді використовувалося в минулих наукових дослідженнях. Значення імені невідоме.  Джоан Гуднік Вестенгольц зазначає, що судячи з суфікса, воно, швидше за все, має аккадське походження. Вона також вважає єдиною можливою попередницею Нанаї богиню, чиє ім'я було написане На-на без божественного визначення, відоме з кількох особистих імен із найдавніших записів із районів Гасур і Діяла. Земля, пізніше відома як Намрі, могла бути розташована особливо близько до метафоричного місця народження Нанаї. Однак вона зазначає, що докази суперечливі: сама Наная не зустрічається в пізніших записах тієї ж області, а її культ був зосереджений в Уруці, а не на периферії.
Дві теорії, які зараз вважаються дискредитованими, але які здобули певну підтримку в попередніх наукових дослідженнях, включають думку про те, що Наная за походженням була арамейським божеством, неправдоподібним у світлі того, що Наная була засвідчена раніше арамейців та їхньої мови, а також спробу пояснити, що її ім'я походить від еламської мови, що є малоймовірним через відсутність її в найдавніших еламських джерелах. Іноді також пропонується індоєвропейська етимологія, але уявлення про те, що в Месопотамії був індоєвропейський субстрат, зазвичай вважають продуктом хибної методології, а слова, яким таке походження приписувалося в минулих дослідженнях, як правило, мають правдоподібне шумерське, семітське чи хурритське походження.
Франс Віггерман припускає, що спочатку Наная була епітетом Інанни, пов'язаної з її роллю богині кохання, і що початкова форма імені мала значення «Моя Інанна!» але з часом розвинувся в окреме, хоча й подібне божество. Ольга Древновська-Римарж вважає можливим, що Наная спочатку була іпостассю «Інанни як квінтесенції жіночності», подібно до того, як Аннунітум представляв її як воїна. Однак Джоан Гуднік Вестенгольц стверджувала, що погляд на те, що Наная була проявом походження Інанни, слід вважати помилковим.
Штучна шумерська етимологія була створена для імені в пізньовавилонських текстах, що походить від NA, «кликати», з суфіксом жіночого роду, A. Можливий переклад цього стародавнього наукового пояснення: «та, хто постійно кличе» або «та, хто кличе». Винайдені етимології були загальною темою пізніх клинописних коментарів.

## Функції та іконографія
Головною функцією Нанаї була роль богині кохання, і її називали bēlet ru'āmi, «леді кохання». Фізичний аспект кохання особливо сильно асоціювався з нею, і тексти, присвячені їй, могли бути відвертими. Наприклад, культова пісня описує її в таких словах: «Коли ти притулишся боком до стіни, твоя нагота солодка, коли [ти] вклонишся, стегна солодкі», і вказує на те, що богиня, як вважалося, брала плату за сексуальні послуги. Її також вважали опікункою закоханих, за текстом із Сіппара (Si 57) під назвою «Вірна коханка», а також деяких заклинань, особливо розчарованих або відкинутих. Джоан Гуднік Вестенгольц описує її характер, який ми бачимо в шумерських текстах, як «солодку еротичну коханку» та «вічної коханки та коханої».
Характеристика, яка часто приписується Нанаї як богині кохання, присутня в більшості царських написів, що стосуються її, та в багатьох інших документах, описується шумерським словом ḫili та його аккадським еквівалентом kubzu, що можна перекласти як чарівність, пишність, хтивість або чуттєвість. Джоан Гуднік Вестенгольц у перекладах епітетів, що містять цей термін, віддає перевагу «чуттєвості», тоді як Поль-Ален Больє — «хтивості». Такі титули включають belet kubzi, «жінка хтивості/чуттєвості», і nin ḫili šerkandi, «дама, прикрашена хтивістю/чуттєвістю». Напис Асархаддона описує її як «прикрашену хтивістю та радістю». Однак це не був атрибут, пов'язаний виключно з нею, і в інших джерелах він описується як якість як чоловічих, так і жіночих божеств, наприклад Шамаш, Ая, Іштар і Нісаба.
Нанайю також асоціювали з королем, особливо в період Ісін-Ларса, коли стосунки з нею, можливо, певним типом ієрогамії, були «аспектом справжнього царства». Джоан Гуднік Вестенгольц виключає будь-який зв'язок між Нанаєю та доглядом за хворими в контексті царської ідеології.
Наная також була одним із божеств, які, як вважають, захищали від впливу демона ламашту, часто виступаючи в цій ролі разом з Іштар.
Зрештою Наная розвинула виразно войовничий аспект, в основному присутній у зв'язку з так званою «Нанаєю Еуршаба», якій поклонялися в Борсіппі незалежно від Набу. Натомість її асоціювали з богом Мар-біті, описаним як войовничий і «жахливий герой». Як Інанну, її також можна ототожнити з Ірніною, обожненою перемогою.
За словами Джоан Гуднік Вестенгольц, можливо, що ще один аспект Нанаї, який наразі неможливо визначити, згадується в заклинанні Ісіна, згідно з яким вона була мешканкою місця, яке зазвичай розглядається як мирське, а не священне, шутумму, що розуміється як скарбниця, склад або зерносховище. У тексті місце її проживання протиставляється помосту, на якому сидить Іштар.
Неовавилонські архіви з Урука містять обширні списки культової атрибутики, присвяченої Нанаї, включаючи діадему з пір'ям (ймовірно, схожу на ту, що зображена на кудурру Мелі-Шипака II), корону, численні нагрудні прикраси (включаючи нагрудні знаки, прикрашені зображеннями змій і фантастичних тварин), різноманітні ювелірні вироби та інші дрібні цінності, такі як дзеркала та косметичні баночки та різноманітні предмети одягу, деякі з них прикрашені золотистими блискітками у формі розетки).
В одному пізньому тексті Нанайя асоціюється з неідентифікованою спецією ziqqu.

### Астральні асоціації
Одним із найбільш часто повторюваних питань у науці про Нанаю в історії був її потенційний зв'язок або його відсутність із Венерою. Багато ранніх ассиріологів припускали, що Наная була повністю взаємозамінною з Інанною і також богинею Венерою, але в 1990-х роках Джоан Гуднік Вестенгольц оскаржила цю точку зору, і її висновки були прийняті більшістю наступних досліджень. Вестенгольц стверджує, що доказів зв'язку між Нанаєю та планетою Венерою мало, і можна навести аргумент, що вона частіше асоціювалася з Місяцем. Ольга Древновська-Римарж, після своїх досліджень, у своїй монографії Mesopotamian Goddess Nanajā дійшла висновку, що Наная сама не була богинею Венери і щонайбільше могла набути деяких таких характеристик через асоціацію або злиття з Інанною/Іштар. Майкл П. Стрек і Натан Вассерман у статті 2013 року також дотримуються висновків Вестенгольц і не припускають асоціації з Венерою в обговоренні Нанаї як світлого божества. Проте, нещодавно в 2013 році Пьотр Штайнкеллер стверджував, що Наная була просто богинею Венери, повністю аналогічною Інанні та взаємозамінною як з нею, так і з Нінсіанною, не обговорюючи поточний стан досліджень. Нінсіанна добре засвідчена як божество Венери та була пов'язана з Іштар та хурритською формою Пінікір, які мали подібний характер, але Наная вважалася фігурою, відмінною від Нінсіанни в Уруці та в Ларсі.
В астрономічних текстах з Нанайєю асоціювалася Північна Корона.

### Наная в мистецтві

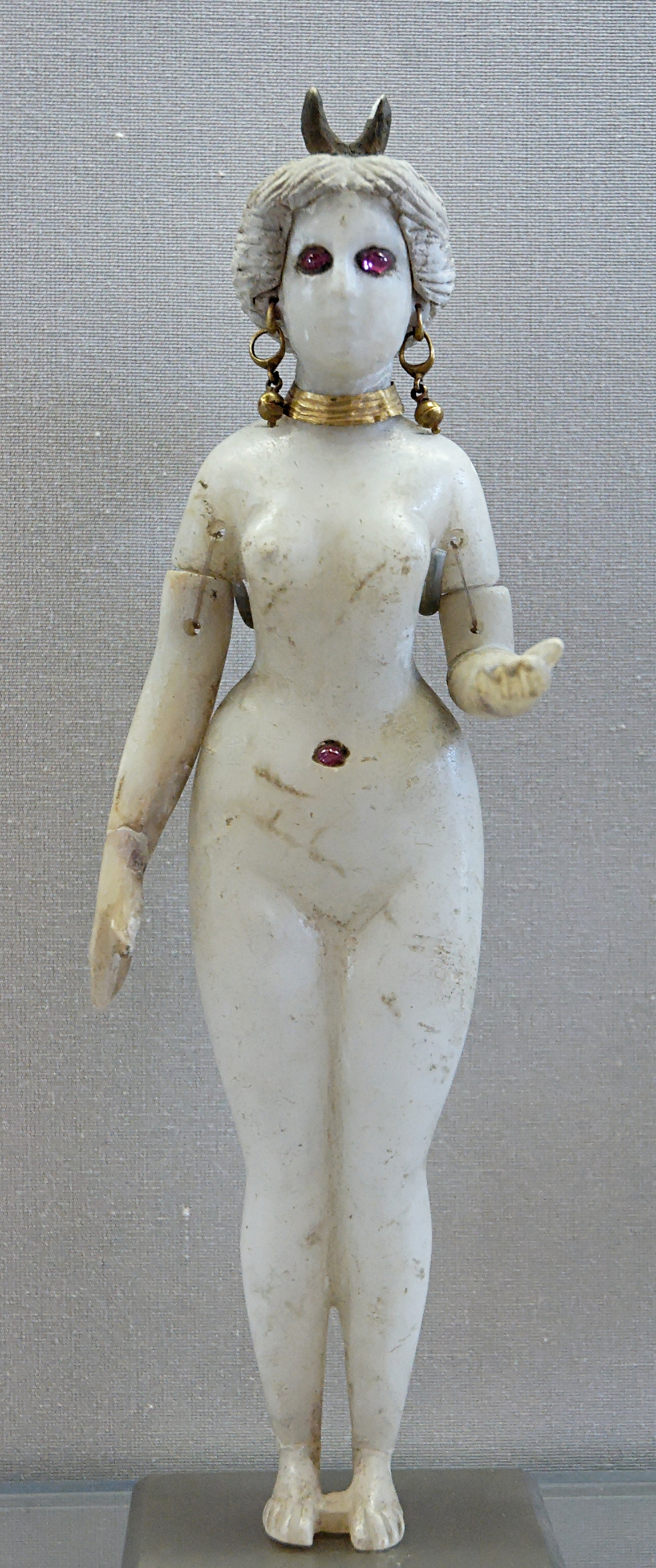
Можливе пізнє еллінізоване зображення Нанаї.

У той час як згадки про статуї Нанаї відомі з більш ранніх періодів, причому в документах періоду Ур III вже присутні не менше шести згадок, найстарішим відомим на даний момент її зображенням є кудурру каситського короля Мелі-Шіпака II, на якому вона зображена в оборах із воланами та в короні, прикрашеній пір'ям. Цей витвір мистецтва вважається незвичайним, оскільки напис і божество, зображені на пам'ятнику, інтегровані один в одного. Інші фігури, зображені на ньому, — це згаданий цар, Мелі-Шипак II, і його донька Уннубат-Наная, яку він веде до богині на троні. Над ними розміщені символи Іштар, Шамаша та Сіна, швидше за все, для того, щоб ці божества служили гарантією надання землі, описаного в супровідному тексті.
Інше можливе зображення Нанаї є на кудурру з Борсіппи часів правління Набу-шума-ішкуна.
На арамейському піфосі з Ассура Наная зображена в одязі з візерунком із зірок і півмісяців.
Кілька еллінізованих зображень Нанаї відомі з парфянського періоду, одним із можливих прикладів є фігура оголеної богині, знайдена в похованні, з діадемою у формі півмісяця. Пізні зображення також часто показують її з луком, але невідомо, чи був він частиною її іконографії до елліністичного періоду. 

## Асоціації з іншими божествами

### Божества з кола Інанни
Списки богів постійно згадували Нанаю з Інанною та її оточенням, починаючи з так званого списку богів Вайднера періоду Ур III. У стандартному розташуванні вона посідає третє місце в своєму оточенні після Думузі, чоловіка Інанни, і Ніншубур, її суккали. Інший текст перераховує Ніншубур, Нанаю, Бізіллу та Канісурру як помічниць Інанни, зберігаючи місце Нанаї одразу після сукалу.  У пізніші часи Іштар і Наная вважалися головними божествами Урука, при цьому ситуація була порівнянна зі статусом Мардука і Набу у Вавилоні. У той час як Іштар була «Леді Урука» (Bēltu-ša-Uruk), Наная була «Королевою Урука» (Sarrat Uruk).
Багато джерел представляють Нанаю як протеже Інанни, але лише три відомі тексти (пісня, вотивна формула та клятва) також описують їх як матір і дочку, і це можуть бути лише епітети, що вказують на тісний зв'язок між функціями двох, а не опис теологічної спекуляції. Ольга Древновська-Римарж припускає, що докази лише роблять правдоподібним те, що цар Ліпіт-Іштар вважав Нанаю дочкою Інанни. Джоан Гуднік Вестенгольц описує стосунки між двома богинями як «певні, якщо не визначені». Лише в дуже пізніх джерелах І тисячоліття до н. е. їх можна було повністю поєднати одне з одним. Лаура Кузен і Йоко Ватаї стверджують, що їхні характери не обов'язково сприймалися як ідентичні навіть у пізні періоди, і приписують переважання Нанаї над Іштар у нововавилонських теофоричних іменах тому, що її натура сприймалася як менш примхлива.
Різноманітні епітети асоціюють Нанаю як з Інанною, так і з храмом Еанни, наприклад, «прикраса Еанни», «гордість Еанни», «божество, яке займає високий трон землі Урука».
Уже в період III династії Уру Нанайя стала асоціюватися з богинею Бізіллою. Шумерською мовою її ім'я може означати «та, яка приємна». Списки богів могли б прирівняти їх одна до одної. У деяких джерелах також припускають, що Бізілла зустрічається серед божеств із двору богинею в'язниць Нунгал, хоча Єремія Петерсон вважає можливим, що могло бути два божества з подібними іменами, одне пов'язане з Нунгал, а інше з Нанайєю. Цілком можливо, що в Урсакалама Бізілла вважалася суккалкою дружини Енліля Нінліль.

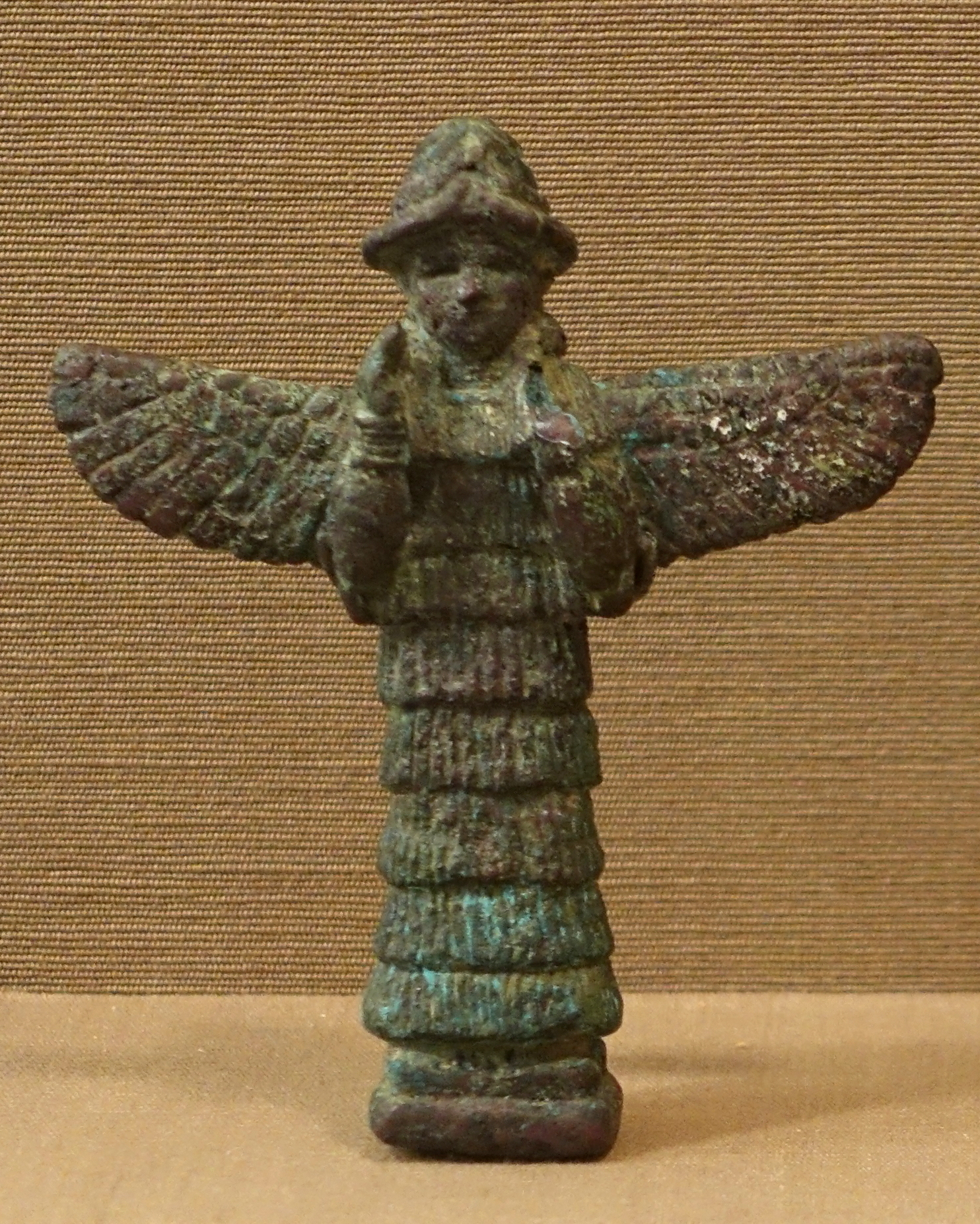
Статуетка крилатої ламми з періоду Ісін-Ларса. Музей Східного Інституту, Чикаго.

Подібно до Ніншубур, Наная часто асоціювалася з богинями Ламма, класом другорядних божеств, які, як вважають, виступають між людьми та великими богами, і в деяких текстах її називають «леді Ламми». Один із прикладів походить із написів Кудур-Мабука та Рім-Сіна I, які, очевидно, вважали Нанаю здатною виступати посередницею від імені Ану й Інанни та приписування їм божеств ламма.
Усур-Амассу є ще одним божеством, яке добре засвідчено у зв'язку з Нанаєю. Ольга Древновська-Римарж зазначає, що деякі публікації вважають Усур-Амассу псевдонімом Нанаї, а не окремим божеством. Однак вони були двома різними божествами в нововавилонському Уруку, і походження Усур-Амассу як спочатку чоловічого божества з кола Адада добре засвідчено.
Еламська богиня Нарунді, у Месопотамії найбільш відома своїм зв'язком із Себітті, можливо, була пов'язана з Нанайєю чи Іштар.
Менші богині Канісурра і Газбаба вважалися помічницями і перукарками Нанаї. Остання асоціювалася зі статевою сферою, і її ім'я могло походити від терміну кубзу, який часто засвідчується у зв'язку з Нанайя. У Шурпу вона описана як «усміхнена», що також може вказувати на зв'язок з еротикою, оскільки посмішки зазвичай виділяються в аккадській еротичній поезії. Поль-Ален Більє зазначає, що асоціація з Нанаєю є найкраще засвідченою характеристикою загадкової Канісурри, і тому її ім'я може бути просто аккадською або іншою нестандартною вимовою слова ganzer, шумерського терміну для підземного світу або входу в нього.
Зазвичай вважається, що Канісурра та Газбаба були дочками Нанаї. Проте, як зауважив Гіоеле Зіза, прямих доказів на користь цього тлумачення немає. У списку богів Вайднера рядок, що пояснює, чиєю дочкою є Канісурра, не зберігся.
В одному тексті з корпусу Maqlû Іштар, Думузі, Нанайя, названі «леді кохання») і Канісурра (ідентифікована як «володарка відьом», bēlet kaššāpāti) попросили протидіяти впливу зловмисного заклинання. У деяких любовних заклинаннях Іштар, Наная, Канісурра та Газбаба закликаються разом. Іншою богинею, яку іноді пов'язують з їх поєднанням у таких текстах, була Ішара.
У пізніх текстах Канісурра і Газбаба разом позначені як «Дочки Езіди». Більшість груп таких «божественних дочок» відомі з північної Месопотамії: Езіда в Борсіппі, Есагіл у Вавилоні, Емеслам у Куті, Едубба в Кіші, Ебаббар у Сіппарі, Ейббі-Анум у Ділбаті та з неідентифікованого храму Нінгулага, хоча приклади також відомі з Урука, Ніппуру, Еріду і навіть Арбела в Ассирії. Виходячи з того, що дочки Есагіл і Езіда ідентифікуються як члени двору Сарпаніт і Нанаї відповідно, зокрема, як їхні перукарки, Ендрю Р. Джордж припустив, що ці пари богинь уявлялися як служниці в домі головного божества або божеств даного храму.

### Сімейний стан
У любовних заклинаннях Наная зустрічається з анонімним коханцем паралельно з Іштар/Інанною з Думузі та Ішхара з almanu, загальним іменником невизначеного значення, пропоновані переклади якого включають «вдівець», «чоловік без сімейних зобов'язань» або, можливо, просто «коханець».
У деяких ранніх джерелах дружиною Нанаї був мало засвідчений бог Муаті, хоча, починаючи з каситського періоду, її почали асоціювати з Набу. Іноді вона з'являлася як частина трійці, до якої також входила первісна дружина Набу Ташметум. У ролі дружини Набу Нанаю можна було б згадати як калат Есагіл, «невістка Есагіла», що відображало зв'язок із батьком Набу Мардуком. І Нанаю, і Ташметум можна було б назвати «царицею Борсіппи», хоча в цьому місті перша з часом затьмарила другу. Ташметум, однак, зберігає роль дружини Набу в більшості неоассирійських джерел, і їй поклонялися в цій ролі в Калху та Ніневії. Докази поклоніння Нанайї в тих самих областях непереконливі.
У І тисячолітті до н. е. поєднання Набу з Нанаєю в деяких випадках, наприклад, в Уруку, відображало намагання підпорядкувати пантеони різних регіонів Месопотамії панівній державній ідеології Вавилонської імперії, яка підносила Мардука і Набу над іншими божествами.
Одна пізня вавилонська літанія приписує Нанаї епітети Ташметум, а також Нінліль і Сарпаніт.

### Батьки
Бог міста Ділбат Ураш міг бути ідентифікований як батько Нанаї. Іноді її спеціально називали його первісткою, і вона мала зв'язок з його головним храмом Ейббі-Анум. Це походження особливо часто згадується в емесальних текстах, де «первістка бога Ураша» є найбільш часто повторюваною фразою, що її описує. Ще одним із дітей Ураша було божество підземного світу Лагамаль, а його дружиною була Нінегал. В одному нововавилонському ритуальному тексті Наная та Ураш у поєднанні з Нінегал з'являються в одній формулі.
Тексти часів правління Рім-Сіна I та Самсу-Ілуни є найдавнішими джерелами, які ідентифікують її як дочку Ану, ця думка пізніше також представлена в написі Асархаддона. Поль-Ален Больє припускає, що Наная розвивалася в середовищі, в якому Ан та Інанна розглядалися як пара, і що спочатку вона уявлялася їхньою донькою. Однак, як зазначає Ольга Древновська-Римарц, прямі згадки про те, що Наная розглядається як дочка Інанни, не є поширеними, і можливо, що мається на увазі епітет, який вказує на близькість між божествами, а не твердження про фактичне походження. Згадки про Нанаю як про дочку Сіна, що, ймовірно, є результатом синкретизму між нею та Іштар, також відомі, наприклад, у гімні часів правління неоассирійського царя Саргона II.

### Інші засвідчені зв'язки
Можливо, що богиня Нінхілісу (шумерське: «витончена жінка»), якій поклонялися в Уммі за часів Третьої династії Уру, де їй служив священник гуду4, була пов'язана з Нанаєю, оскільки в інших місцях nin-ḫi-li-sù засвідчено як її епітет.
У двомовному аккадсько-аморійському лексичному списку, датованому старовавилонським періодом, аморійським аналогом Нанаї є Підрай, богиня, інакше відома лише з пізніших текстів з Угаріту, в яких вона розглядається як аналог хурритської богині Кепат.

## Богослужіння

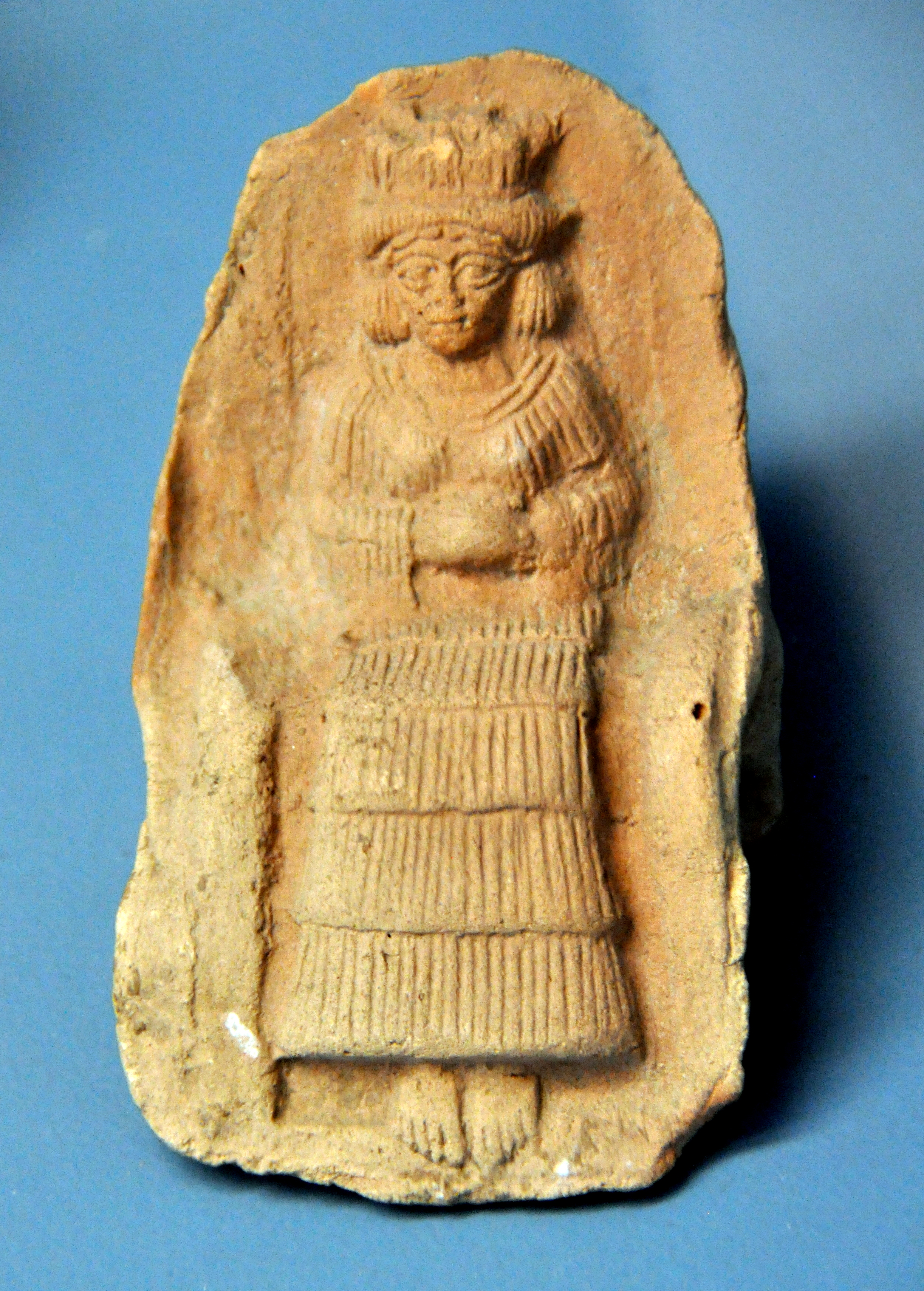
Теракотова дошка із зображенням сидячої богині, можливо Нанаї, з Гірсу. Каситський період. Музей Стародавнього Сходу, Стамбул

Перші тексти, в яких згадується Наная, походять з періоду правління Шульгі. Вона засвідчена в адміністративних текстах Пузріш-Дагана, де вона входить до числа 12 божеств, які отримували приношення найчастіше. Записи також свідчать, що цариця Шульгі-сімті, одна з дружин Шульгі, робила підношення багатьом іноземним або другорядним божествам, серед яких Наная, а також «Аллатум» (хурритська богиня Аллані), Ішара, Белет-Нагар, Белет-Шунір і Белет-Террабан.
Її головним культовим центром був Урук, де вона вже згадується в іменах років царів Ірданене та Сін-Ерібам старовавилонського періоду. Її головним храмом у цьому місті був Емерур, «храм, який збирає мене». Їй також поклонялися в святилищі в Еанні, головному храмі Інанни, який називався Ехіліанна, «дім пишноти небес». Цілком можливо, що спочатку він був побудований каситським королем Наци-Марутташем. За написом Асархаддона, Еріба-Мардук розширив його. Він все ще функціонував у період Селевкідів. Іншим її храмом, розташованим в Уруку, була Ешахулла, «дім радісного серця», побудований царем Сін-Кашидом. У нововавилонському Уруку Наная була другою за рангом після Іштар у місцевому пантеоні. Поль-Ален Бельє вважає їх головною парою серед міського квінтету головних місцевих богинь, а інші три — Белту-ша-Реш (пізніше замінена Шаррахіту, богинею, ототожненою з Ашратум, дружиною Амурру), Ушур-Амассу та Уркайіту (теос-епонім з Уруку). Ще в середньовавилонський період Наная називалася «царицею Урука та Еанни», як засвідчено на кудурру з Ларси. У нововавилонських джерелах з Урука її називають «царицею Урука», тоді як Іштар була «леді Урука».
Наная була серед божеств, вивезених з Урука, коли Сеннахеріб розграбував місто, хоча згодом вона була повернута туди Асархаддоном. Ашшурбаніпал також стверджував, що привіз її статую назад в Урук, хоча замість цього він стверджує, що вона провела 1635 років в Еламі. Наразі невідомо, про яку подію йдеться в його написах, і це може бути просто риторична фігура. Якщо йдеться про історичну подію, то можливо, що вона сталася за часів правління Ебі-Ешуха, під час якого еламіти здійснили набіги на Сіппар і, можливо, Кіш, хоча через відсутність будь-яких інших джерел, окрім вищезгаданих пізніх літописів, це не може бути остаточно доведено.
Підношення, зроблені Нанаї в нововавилонському Уруку, включали фініки, ячмінь, емер, борошно, пиво, солодощі, тістечка, рибу та м'ясо волів, овець, ягнят, качок, гусей і горлиць.
Після реорганізації пантеону Урука навколо Ану і Анту в періоди Ахеменідів і Селевкідів, Наная продовжували поклонятися, і вона засвідчена як одне з божеств, чиї статуї демонструвалися в Уруку в ритуальній процесії, що супроводжувала Іштар (а не Анту) під час святкування Нового року. Масштаб її популярного культу в Уруку значно зріс у часи Селевкідів.
Ім'я Ешахулла, відоме з Урука, застосовувалося до храму в Ларсі, побудованого Кудур-Мабуком і його сином Рім-Сіном I, який, очевидно, також був храмом Інанни, якщо тільки два храми з однаковою назвою не існували в одному місті. У Ларсі Наная була одним із головних божеств, поряд з Уту (бог-покровитель міста), Інанною, Ішкуром і Нергалом. Спільні підношення Інанни та Нанаї з Ларси відомі з низки документів. Вона також засвідчена як один із членів трійці, двома іншими членами якої були Іннанна та Нінсіанна, в якій функції Інанни, здавалося б, були розподілені між трьома богинями, а Нанаї відводилася роль богині кохання.
У списках жертвоприношень з архівів Першої династії Сіленду Наная фігурує поряд з різними іпостасями Інанни, включаючи Інанну з Ларси, хоча останню також можна асоціювати з богинею веселки Манзат. В одному випадку в списку пожертвувань Нанаю також супроводжує Канісурра.
В Ісіні існував храм Нанайї, побудований Ліпіт-Іштар. З цього міста походить і найдавніший присвячений їй записаний гімн. Проте загалом існує менше доказів поклоніння Нанаї в Ісіні, ніж у Ларсі, оскільки царі Ісіна, очевидно, віддавали перевагу богиням Нінісіні та Нінісанні.
У Вавилоні Наная засвідчена вперше під час правління Сумулаїла, який наказав виготовити статуї її та Інанни на двадцять шостому році перебування на троні. Пізніше їй поклонялися в Етуркаламмі, «будинку, загоні для худоби на землі», побудованому Хаммурапі для божеств Урука — Інанни, Нанайї, Ану і Канісурри, а пізніше в храмах Емюрур і Еуршаба, «дім, оракул серця». Храм під назвою Еуршаба також існував у Борсіппі, хоча Наная поклонялися в каплиці в Езіді, а також у храмі Набу. Пізній ритуальний текст описує процесію, здійснену Нанаєю, її двором та різними іншими божествами від Борсіппи до Кіша. Свято, присвячене одруженню Нанаї та Набу, все ще засвідчено Борсіппою часів Селевкідів. Унікальне написання імені Наная, dNIN.KA.LI., відома з пов'язаних з ним документів.
У пізній давньовавилонський період культ Нанаї був також введений у Кіш, де духовенство Урука знайшло притулок після того, як покинуло тимчасово зруйноване місто.
Храми Нанаї також засвідчені в Казаллу (Ешахулла, «дім щасливого серця») і в Неребтумі, хоча назва останнього невідома, і в відомих текстах він називається просто e dNa-na-aa.
У Ніппурі у Нанаї не було власного храму, хоча підношення їй засвідчено з храму Нінурти, розташованого там.
Цілком можливо, що Нанайю поклонялися в Дері, хоча докази обмежені списком божеств цього міста, забраного Шамші-Ададом V під час його п'ятої кампанії проти Вавилонії. Деякі докази також існують для підношень, зроблених їй у Сіппарі та Дур-Курігалзу.
В Ассурі були ворота, названі на честь Нанаї та Усур-Амассу. Однак невідомо, чи був її культ широко присутній у північній Месопотамії.
Існує багато доказів приватного поклоніння Нанаї, включно з печатками з фразою «служниця Нанаї», якими, здається, володіли багато жінок. У заклинаннях, пов'язаних із коханням (наприклад, з проханням повернути почуття), вона засвідчена ще в Ур III та старовавилонському періодах. Засвідчені також численні теофорні імена. Однак жодне з них не походить з періоду Ур III, а в старовавилонський період вони обмежені лише кількома містами, включаючи Ділбат, Кіш, Сіппар, Ларсу, Ур і, швидше за все, Урук. Понад дві третини відомих старовавилонських імен походять лише від перших двох із цих поселень. У записах значаться і чоловіки, і жінки з такими іменами. У нововавилонський період Наная була божеством, яке найчастіше присутнє в теофоричних іменах жінок, із засвідченими 106 окремими жінками та 52 різними іменами. Приклади: Qis-Nanaya («Подарунок Нанайї»), Nanaja-šamhat («Нанайя найкрасивіша»), Nanaya-ilu («моє божество Нанайя»). Однією історично видатною особою з таким іменем була Уннубат-Наная, донька вавилонського царя Мелішіпака (бл. 1186—1172 рр. до н. е.), зображена поряд зі своїм батьком і богинею на знаменитому кудурру. Іншим був Іддін-Наная, священник санги цієї богині, який діяв під час правління короля Ірданене з Урука, очевидно відповідальний за різні злочини, включаючи видалення символу зірки з дверей храму Наная 

### За межами Месопотамії
У списках жертвоприношень періоду Ур III Марі, богиня на ім'я дNin-Na-na-a, здавалося б, Наная з визначальним словом «леді» (нін), доданим до її імені, з'являється серед богів, введених з Урука, поряд з Ніншубуром, Думузі та (Нін-)Бізіла. Крім того, божество невизначеної ідентичності, відоме з Марі та Хани, Нанні, швидше за все, пов'язане з Нанаєю, ніж з Нанною, оскільки це ім'я граматично жіночого роду. На заході Наная також засвідчена в Емарі, хоча лише в списку богів.
Єдина відома згадка про поклоніння Нанайі серед хетів походить з одного документа, в якому вона згадується як богиня міста Малідаскурія в районі Дурмітта, розташованого поблизу середини річки Кізілирмак. Було припущено, що її поклоніння в цьому місці було пережитком староассирійських звичаїв. Можливі теофорні імена також відомі з хетських джерел.
Нанаї також поклонялися в Сузах в Еламі, де вона особливо добре засвідчена в часи Селевкідів. Невідомо, коли вона була введена в це місто, хоча було припущено, що її прибуття в місцевий пантеон було пов'язане з крадіжкою її статуї під час рейду. Грецькі автори вважали її головною богинею Суз.

## Подальша актуальність
У папірусі з Ахеменідського Єгипту зустрічається формула «Наная з Еанни благословить вас». У наступний еллінський період її культ поширився на різні віддалені місця, включаючи Вірменію, Согдію та Бактрію хоча було зазначено, що згадана богиня була результатом процесу елліністичного синкретизму, і важко сказати, які з її рис походять від месопотамського зображення Нанаї. Було припущено, що парфянські монети були частково відповідальними за її поширення, хоча на жодній відомій монеті жодна фігура, зображена на них, явно не ідентифікувала б її. Перша засвідчена згадка про Нанаю в Бактрії — це монета правителя Юечжи Сападбізеса. Пізніше вона зустрічається в написі кушанського імператора Канішки, який проголошував, що отримав від неї царство. Вона також з'являється на кушанських монетах. Її ім'я завжди пишеться грецькою як «Наная», а бактрійською як «Нана». Іконографія, пов'язана з нею, має цілком еллінське походження, а не месопотамське хоча її позиція як дарувальника царської влади може випливати з месопотамської традиції.
Наная згадується у Другій книзі Маккавеїв. Вона також з'являється в «Діяннях Мар Муаїна», згідно з якими сасанідський король Шапур II наказав однойменній сирійській святій робити жертви різним божествам, у тому числі їй. На деяких ювелірних виробах сасанідського періоду з'являються присвяти Нанаї, написані літерами Пахлаві. Однак немає жодних доказів того, що правителі з цієї династії були причетні до її культу, подібних свідчень також немає щодо імператорів Ахеменідів з раннього періоду перської історії.
Остання месопотамська згадка про Нанаю з'являється в мандейському заклинанні з Ніппура датованому V чи VI століттям, у якому вона з'являється поряд із Шамашем, Сіном, Белом і Нергалом, хоча всі ці божества, включаючи її, здається, розглядаються як чоловіки в цьому випадку, що вказує на те, що точна ідентичність фігур, що викликаються, вже була забута.
Деякі пізні згадки про богиню, частково похідну від Нанайї, відомі з Согдії, де її версії, що вплинула на Грецію та Кушан, поклонялися в Пенджикенті аж у VIII столітті. Її зображення в согдійському мистецтві не мають чітких попередників у попередній традиції та, здається, базуються на чотирируких фігурах буддизму Махаяни.
Сирійський учений Бар Бахлул, який діяв близько 1000 року, у своєму сирійсько-арабському словнику визначив Нанаю як назву, яку араби нібито застосовували до планети Венера. Це остання відома досучасна згадка про Нанаю.